# Axel Wöstmann
Axel Wöstmann (* 12. April 1961 in Osnabrück) ist ein deutscher Jurist und ein ehemaliger Ruderer des Osnabrücker Ruder-Vereins (ORV).

## Sportlicher Werdegang
1978 gelang es Axel Wöstmann, zusammen mit seinen Mannschaftskameraden vom ORV, Torsten Bremer als Steuermann sowie Brunon Derkes, Johannes Hafer und Hans-Günther Tiemann, die Deutsche Junioren-Meisterschaft im Vierer mit Steuermann in München zu gewinnen. Im Finale des Vierer ohne Steuermann belegten die vier Ruderer des ORV den zweiten Rang. Im Vierer-ohne qualifizierten sich die vier Ruderer für die Junioren-Weltmeisterschaften in Belgrad, die sie siegreich abschlossen. Bei den Junioren-Weltmeisterschaften im Folgejahr in Moskau (Krylatskoje) wurde Axel Wöstmann zusammen mit den ORV-Ruderern Johannes Hafer, Thomas Möllenkamp und Andreas Schütte im Vierer ohne Steuermann des DRV Vize-Weltmeister.
1980 ruderte Axel Wöstmann im Achter der Renngemeinschaft des TuS Bramsche und des ORV, besetzt mit Steuermann Torsten Bremer sowie Brunon Derkes, Ferdinand Hardinghaus, Ralf Kollmann, Thomas Möllenkamp, Martin Möllmann (Bramsche), Andreas Schütte und Hans-Günther Tiemann. Trainiert wurden die neun Ruderer von Ralf Holtmeyer, dem späteren Bundestrainer des Deutschen Ruderverbandes (DRV). Den Ruderern der Renngemeinschaft gelang es zunächst, die Mannheimer Regatta zu gewinnen, vor den Teams aus der Sowjetunion, aus der CSSR und dem vom DRV zusammengestellten Deutschland-Achter. Mit dem fünften Rang im Einlauf des Finales der Internationalen Rotsee-Regatta in Luzern gelang der Mannschaft schließlich die Qualifikation für die Olympischen Sommerspiele 1980 in Moskau. Auf dem Rotsee gingen im Wettbewerb der Achter alle Endlaufteilnehmer der letzten Weltmeisterschaft 1979 in Bled an den Start. Außer dem Rekordmeister aus der DDR, dem damals dominierenden Achterteam, nahmen Neuseeland als Vize-Weltmeister und der WM-Dritte aus der UdSSR sowie die Ruderer aus Australien, dem Vereinigten Königreich und den USA teil. Auch der Achter des DRV, das damalige „Flaggschiff“ des bundesdeutschen Rudersports, war am Start. Er setzte sich zusammen aus sehr routinierten und erfolgreichen Ruderern, zu denen auch Peter-Michael Kolbe gehörte. Damals erreichte der Achter des ORV, der als dritter DRV-Achter an den Start ging, auf dem Rotsee über die Strecke von 2000 Metern eine Zeit von 5:43,42 Minuten (Endlaufsiegerzeit DDR 5:40,88 Minuten). Der für die Olympischen Sommerspiele 1980 in Moskau qualifizierte Achter des ORV konnte aufgrund des politisch begründeten Boykotts in Moskau nicht an den Start gehen. Axel Wöstmann ging dann im Laufe des Jahres 1980 mit dem Achter des ORV bei Regatten in Boston, New York City und Philadelphia an den Start.
1980 ging Axel Wöstmann beim Deutschen Meisterschaftsrudern auf der Regattabahn Duisburg im Vierer ohne Steuermann zusammen mit Ferdinand Hardinghaus, Thomas Möllenkamp und Hans-Günther Tiemann an den Start. Das Boot des ORV gewann den Endlauf und wurde Deutscher Meister. Für seinen Verein bedeutete dies den zweiten Gewinn einer Deutschen Meisterschaft in seiner Geschichte. 1981 nahm Axel Wöstmann zusammen mit Ferdinand Hardinghaus, Thomas Möllenkamp und Hans-Günther Tiemann an den Weltmeisterschaften in München auf der Regattastrecke Oberschleißheim im Vierer ohne Steuermann teil. Die Mannschaft belegte Rang sieben. Wöstmann gewann 1981 auch DM-Silber im Osnabrücker-Bramscher Achter beim Meisterschaftsrudern in Essen.
1984 erreichte Axel Wöstmann bei den Olympischen Sommerspielen in Los Angeles im Zweier ohne Steuermann zusammen mit Thomas Möllenkamp auf dem Lake Casitas mit einer Zeit von 6:52,53 Minuten den vierten Rang im olympischen Finale, weniger als eine Sekunde von den Bronzemedaillengewinnern aus Norwegen entfernt. Beim Deutschen Meisterschaftsrudern konnte das Duo zuvor die Silbermedaille gewinnen.
Die Leistungsbilanz von Axel Wöstmann umfasst weitere Erfolge in nichtolympischen Bootsklassen.

## Erfolgsbilanz Osnabrücker und Bramscher Ruderer in den 1980er Jahren
| 1980 | 1981 | 1982 | 1983 | 1984 | 1985                                                            | 1986                                                                 | 1987                                                             | 1988 |
| --- | --- | --- | --- | --- | --------------------------------------------------------------- | -------------------------------------------------------------------- | ---------------------------------------------------------------- | --- |
| Beim Deutschen Meisterschaftsrudern, teilweise in Renngemeinschaft | | | | |                                                                 |                                                                      |                                                                  | |
| - Vierer-ohne, DMR Duisburg: Hardinghaus, Möllenkamp, Tiemann, Wöstmann – Deutsche Meister - Vierer-mit, DMR Duisburg: Derkes, Kollmann, Möllmann, Schütte, Stm. Bremer – Rang 2 | - Vierer-mit, DMR Essen: Bode, Hafer, Hünnefeld, Zuther, Stm. Bremer (Rgm.) – Rang 3 - Achter, DMR Essen: Derkes, Hardinghaus, Kollmann, Möllenkamp, Möllmann, Schütte, Tiemann, Wöstmann, Stm. Bremer – Rang 2 | - Zweier-mit, DMR München: Hardinghaus, Bode, Stm. Bremer – Rang 3 - Vierer-ohne, DMR München: Derkes, Kollmann, Möllenkamp, Tiemann – Deutsche Meister - Vierer-mit, DMR München: Schütte (Rgm.) – Rang 2 - Achter, DMR München: Hardinghaus, Bode (Rgm.) – Deutsche Meister | - Vierer-ohne, DMR Köln: mit Möllenkamp, Wöstmann, Bode, Schütte – Rang 2 - Vierer-mit, DMR Köln: Kollmann, Tiemann, Möllmann, Honsel, Stm. Bremer (Rgm.) – Rang 3 | - Zweier-ohne, DMR Ratzeburg: Möllenkamp, Wöstmann – Rang 2 - Achter, DMR Ratzeburg: Bode, Stm. Bremer (Rgm.) – Rang 2 - Achter, DMR Ratzeburg: Möllenkamp, Hardinghaus (Rgm.) – Rang 3 | - Zweier-ohne, DMR München: Möllenkamp, Maennig (Rgm.) – Rang 2 | - Achter, DMR Duisburg: Stm. Bremer (Rgm.) – Rang 2                  | - Zweier-ohne, DMR München: Möllenkamp, Wessling (Rgm.) – Rang 3 | - Vierer-ohne, DMR Hamburg: Möllenkamp (Rgm.) – Deutsche Meister - Achter, DMR Hamburg: Möllenkamp (Rgm.) – Rang 3 |
| Beteiligung an internationalen Meisterschaften in Booten des Deutschen Ruderverbandes (DRV)                                                                                      | | | | |                                                                 |                                                                      |                                                                  | |
| - Achter, Qualifikation OS Moskau: Derkes, Hardinghaus, Kollmann, Möllenkamp, Möllmann, Schütte, Tiemann, Wöstmann, Stm. Bremer                                                  | - Vierer-ohne, WM München: Hardinghaus, Möllenkamp, Tiemann, Wöstmann – Rang 7 | | | - Zweier-ohne, OS Los Angeles: Möllenkamp, Wöstmann – Rang 4 |                                                                 | - Achter, WM Nottingham: Deutschland-Achter mit Stm. Bremer – Rang 6 |                                                                  | - Achter, OS Seoul: Deutschland-Achter mit Möllenkamp – Goldmedaille                                               |

Abkürzungen: „DMR“ – Deutsches Meisterschaftsrudern – „WM“ – Ruder-Weltmeisterschaften – „OS“ – Olympische Ruderregatta – „Stm.“ – Steuermann – „Rgm.“ – Renngemeinschaft